# Trichocentrum pfavii
Trichocentrum pfavii är en orkidéart som beskrevs av Heinrich Gustav Reichenbach. Trichocentrum pfavii ingår i släktet Trichocentrum och familjen orkidéer.

## Underarter
Arten delas in i följande underarter:
- T. p. dotae
- T. p. pfavii